# Ouled Slama
Ouled Slama (în arabă أولاد سلامة) este o comună din provincia Blida, Algeria.
Populația comunei este de 29.291 de locuitori (2008).